# Liste des drapeaux d'Israël
Voici la liste des différents drapeaux d'Israël

## Drapeau national et de l'État
| Drapeau | Date               | Utilisation                   | Description |
| ------- | ------------------ | ----------------------------- | --- |
|         | 1948 – Aujourd'hui | Drapeau national et de l'État | Le dessin rappelle le Talit, le châle de prière juif, qui est blanc avec des bandes blanches. L'hexagramme au centre est une Magen David ("bouclier de David"). Dimensions: 8:11 |
|         | 1948 – Aujourd'hui | Insigne civil                 | Drapeau bleu avec un ovale blanc allongé verticalement contenant une étoile de David bleue allongée verticalement. Dimensions: 2:3                                               |

## Drapeaux gouvernementaux
| Drapeau | Date            | Utilisation                       | Description |
| ------- | --------------- | --------------------------------- | --- |
| Border  | ? – Aujourd'hui | Étendard présidentiel             | Le drapeau est un carré ; les armoiries de l'État (une ménorah argentées sur fond bleu-foncé, entouré par des branches d'olivier et le nom de l'État en dessous), entourées d'une bordure argentées. Dimensions: 7:8 |
|         | ? – Aujourd'hui | Standard présidentiel (en mer)    | Étendard présidentiel avec une bordure jaune. |
|         | ? – Aujourd'hui | Drapeau du Premier ministre       | |
|         | ? – Aujourd'hui | Drapeau du ministre de la défense | |

## Drapeaux militaires
| Drapeau | Date               | Utilisation                                | Description                                     |
| ------- | ------------------ | ------------------------------------------ | ----------------------------------------------- |
|         | 1948 – Aujourd'hui | Drapeau militaire                          | Identique au drapeau national. Dimensions: 8:11 |
|         | 1949 – Aujourd'hui | Drapeau de l'Armée de défense d'Israël     |                                                 |
|         | 1948 – Aujourd'hui | Pavillon de la marine                      |                                                 |
|         | 1991 – Aujourd'hui | Drapeau de l'armée de l'air                |                                                 |
|         | ? – Aujourd'hui    | Drapeau des forces terrestres israéliennes |                                                 |
|         | 1992 – Aujourd'hui | Drapeau du Commandement du Front intérieur |                                                 |
|         | ? – Aujourd'hui    | Drapeau du chef d'état-major               |                                                 |

## Drapeaux municipaux
| Drapeau | Date               | Utilisation          | Description |
| ------- | ------------------ | -------------------- | ----------- |
|         | 1949 – Aujourd'hui | Jérusalem (capitale) |             |
|         | 1949 – Aujourd'hui | Tel-Aviv-Jaffa       |             |
|         | ? – Aujourd'hui    | Haïfa                |             |
|         | ? – Aujourd'hui    | Holon                |             |